# Alsószalánk
Alsószalánk (1899-ig Alsó-Szlovinka, szlovákul: Nižné Slovinky, németül: Unter-Höfen) Szalánk településrésze, egykor önálló falu Szlovákiában, a Kassai kerület Iglói járásában.

## Fekvése
Korompától 5 km-re délnyugatra, a Szalánk-patak völgyében fekszik. Szalánk északi részét képezi.

## Története
Szalánk 1460-ban már két különálló község, Alsószalánk „Zlowinka ultraque” néven a Szapolyai család birtoka. 1550-ben „Alsoszlowinka” néven említik. A 16. században ruszinokat telepítettek ide, akik magukkal hozták kultúrájukat és görögkatolikus vallásukat. Később a Thurzók, majd 1693-tól 1848-ig a Csákyak szepesvári uradalmához tartozott. Lakói főként bányászok, földművesek, pásztorok voltak. Határában ezüstöt, rezet bányásztak, melyet a közeli kohókban dolgoztak fel. 1787-ben Alsó- és Felsőszalánknak 226 háza és 1571 lakosa volt. A Szent György tiszteletére szentelt görögkatolikus templom a 18. és 19. század fordulóján épült fel.
A 18. század végén Vályi András így ír róla: „Szlovenka. Két tót falu Szepes Várm. földes Urok G. Csáky Uraság, lakosaik katolikusok, és ó hitüek, fekszenek Krompachhoz 1/2 mértföldnyire; földgyeik középszerűek, néhol hegyesek.”
1828-ban – a két településen összesen – 244 házában 1764 lakos élt. A 19. század végére a lelőhelyek kimerülése miatt visszaesett az ezüst és réz bányászata és 1885-től a vasércbányászat új korszaka kezdődött, amikor a kitermelt ércet a korompai és salgótarjáni vasüzemekbe szállították feldolgozásra.
Fényes Elek 1851-ben kiadott geográfiai szótárában így ír a faluról: „Alsó-Szlovenka, orosz falu, Szepes vmegyében, Krompaczhoz délre 1/2 órányira: 124 r., 813 g. kath. lak. Gör. kath. paroch. templom. Ut. post. Lőcse.”
1910-ben 1761, ruszin, szlovák, magyar, német, lengyel és cigány lakosa volt. A trianoni diktátumig Szepes vármegye Gölnicbányai járásához tartozott.
1943-ban Alsó- és Felsőszalánkot újra egyesítették.

## Nevezetességei
- Szent György tiszteletére szentelt görögkatolikus temploma 1799 és 1808 között épült. 1874-ben megújították, ikonosztáza szintén 1874-ből származik.
- Kúriája a 19. század elején épült klasszicista stílusban, 1945-ben átépítették.

## Lásd még
- Szalánk
- Felsőszalánk